# Avenheim
Avenheim est une ancienne commune du Bas-Rhin, associée à Schnersheim depuis 1972.
Cette localité se trouve dans la région historique et culturelle d'Alsace.

## Histoire
Historiquement situé en basse-Alsace, Avenheim est un village de l'ancien bailliage de Kochersberg.
Le 1er mai 1972, la commune d'Avenheim est rattachée à celle de Schnersheim sous le régime de la fusion-association.

## Héraldique
|  | Les armes du village se blasonnent ainsi : |

## Administration
| Période                                  | Période | Identité          | Étiquette | Qualité |
| ---------------------------------------- | ------- | ----------------- | --------- | ------- |
| 1813                                     | 1813    | Sébastien GENTNER |           |         |
| Les données manquantes sont à compléter. |         |                   |           |         |

| Période                                  | Période | Identité       | Étiquette | Qualité |
| ---------------------------------------- | ------- | -------------- | --------- | ------- |
|                                          |         | Denise BOEHLER |           |         |
| Les données manquantes sont à compléter. |         |                |           |         |

## Démographie
| 1906 | 1911 | 1926 | 1936 | 1946 | 1954 | 1962 | 1968 |
| ---- | ---- | ---- | ---- | ---- | ---- | ---- | ---- |
| 170  | 153  | 190  | 169  | 163  | 152  | 150  | 154  |

## Culture locale et patrimoine

### Lieux et monuments
- Église construite en 1867, consacrée à saint Ulrich[4].

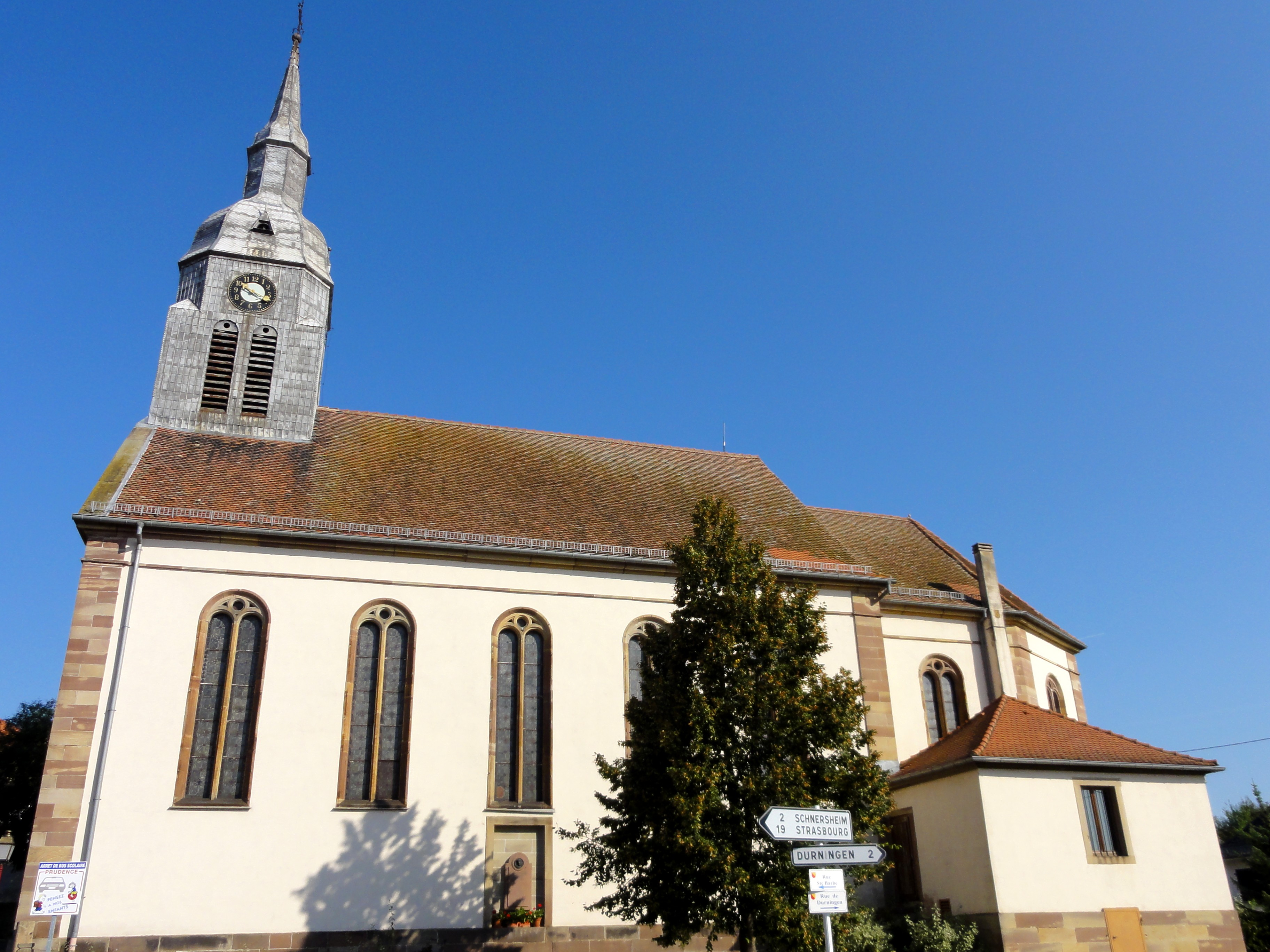
L'église Saint-Ulrich.
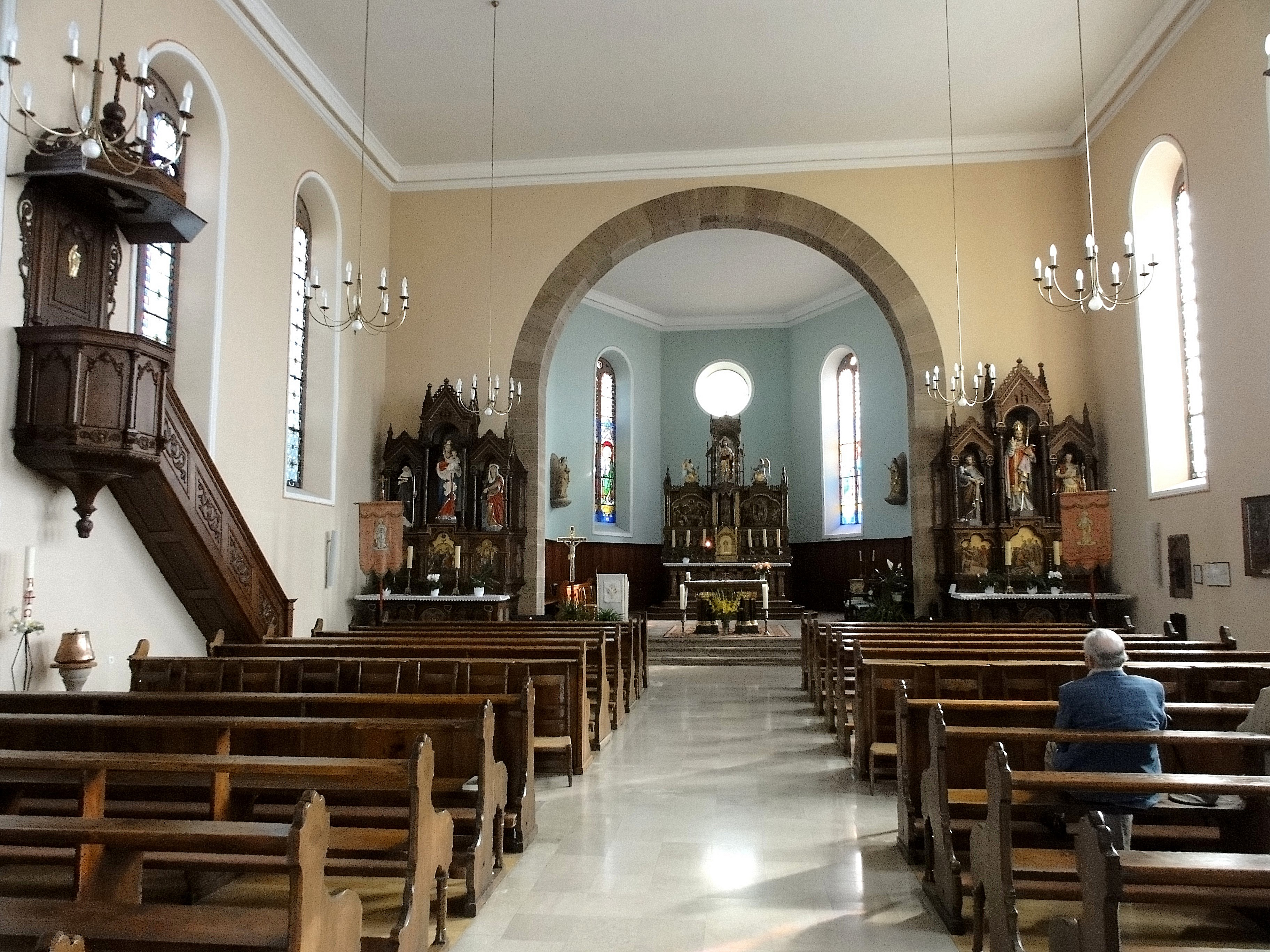
Intérieur de l'église Saint-Ulrich.
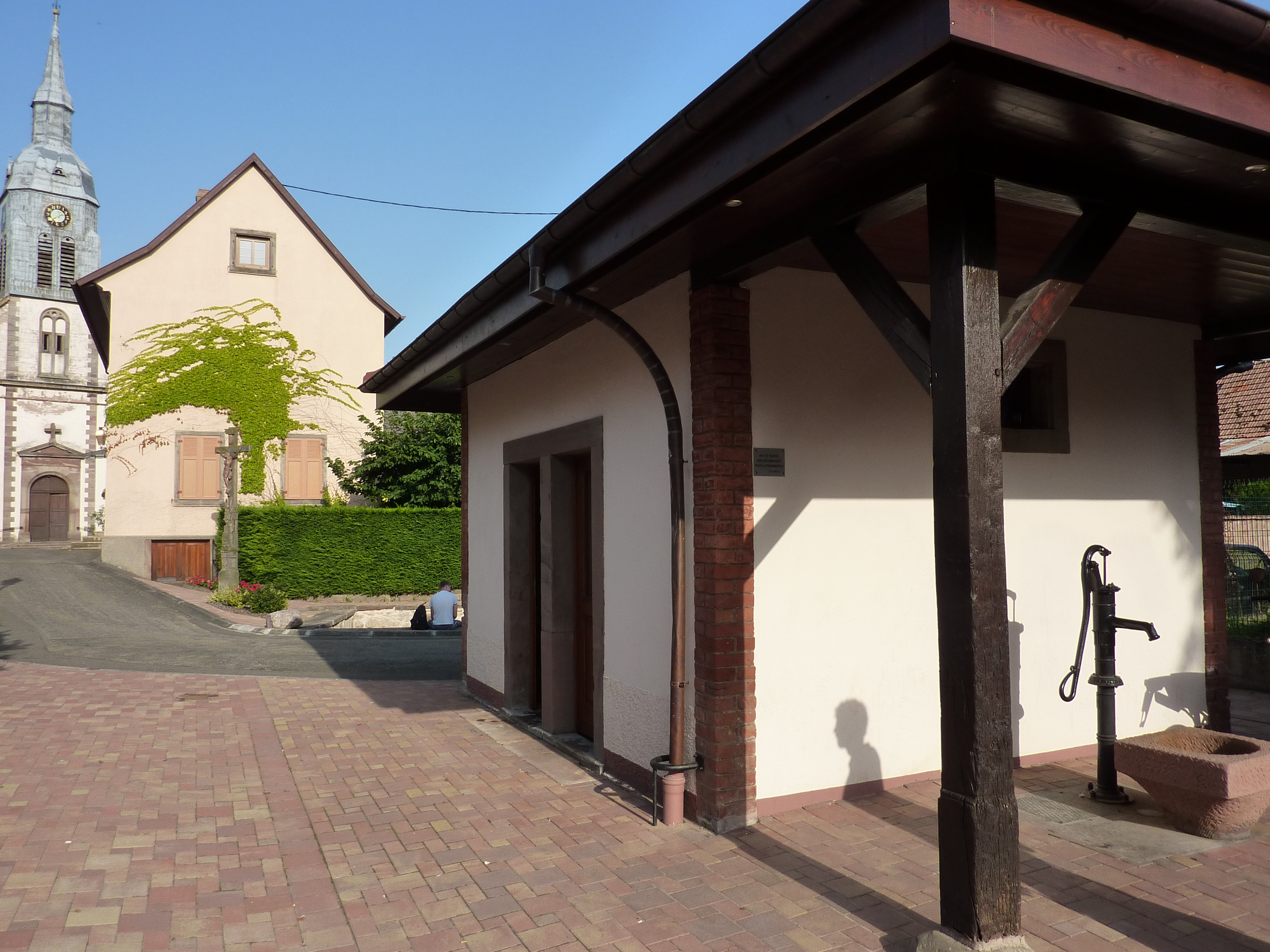
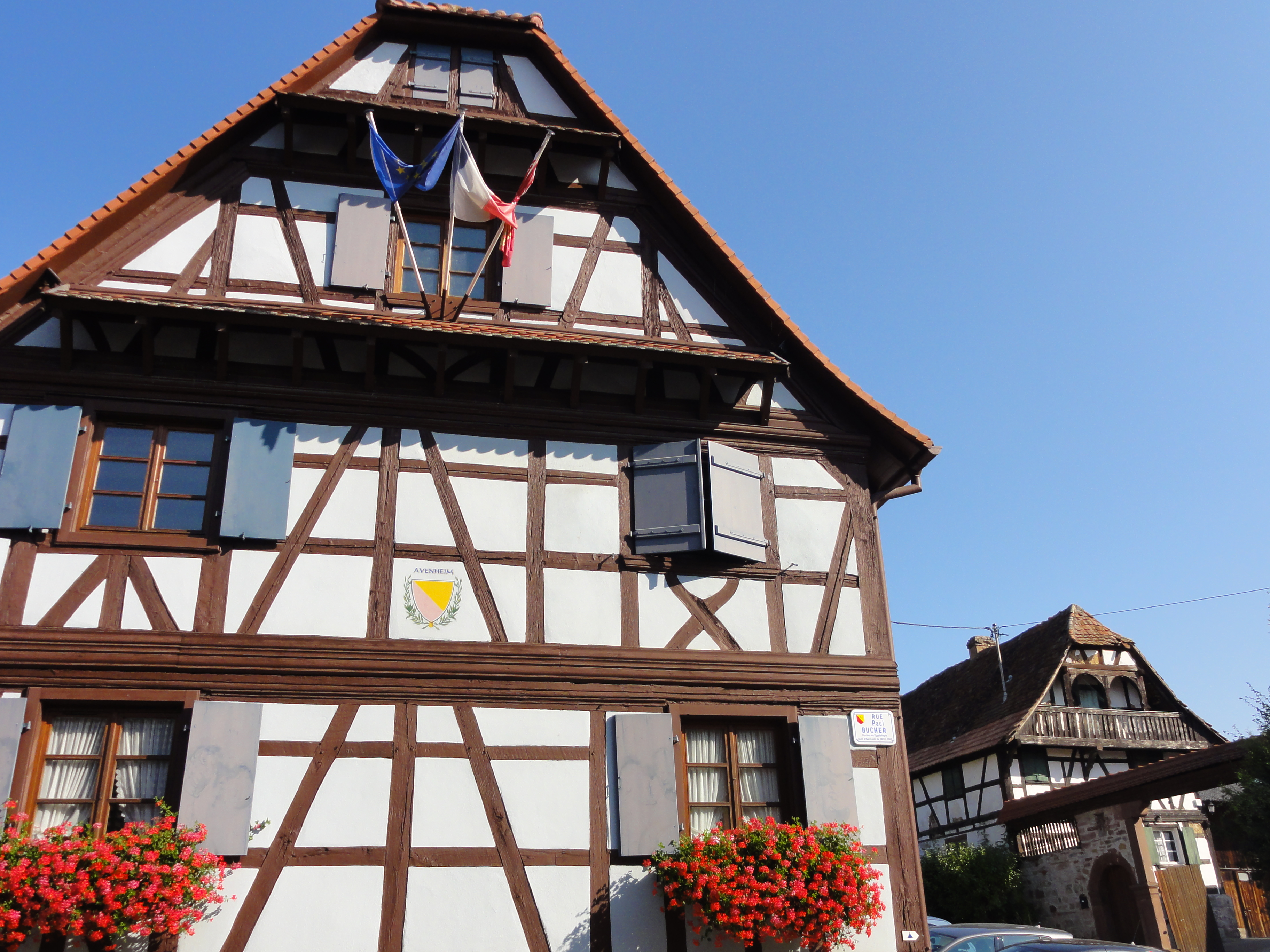

### Personnalité liée à la commune
- Eugène Klein (1916-1992), évêque en Papouasie-Nouvelle-Guinée puis archevêque de Nouméa[5].